# Staurodiscus quadristoma
Staurodiscus quadristoma is een hydroïdpoliep uit de familie Laodiceidae. De poliep komt uit het geslacht Staurodiscus. Staurodiscus quadristoma werd in 1984 voor het eerst wetenschappelijk beschreven door Bouillon. 